# Harley-Davidson: King of the Road
Harley-Davidson: King of the Road (ハーレー ダビッドソン キング オブ ザ ロード?) es un videojuego de carreras de motocicletas desarrollado por Sega AM1 y publicado por Sega lanzado para hardware de arcade Sega Lindbergh en 2009. Es el segundo juego de arcade inspirado en Harley-Davidson producido por Sega, después de Harley-Davidson & L.A. Riders de 1997.

## Jugabilidad
El jugador puede elegir entre una variedad de motocicletas diferentes para competir. Montando una motocicleta, se une a la carrera iniciada por el misterioso personaje principal, el "REY". Hay que superar a los rivales y alcanzar la meta dentro del límite de tiempo. Cuando se completan todas las rondas y se anota una cierta cantidad de puntos, el jugador obtiene un certificado de batalla en el desafío de ronda final. El juego se gana con una victoria sobre el "REY".
Hay diferentes estilos de motocicletas para elegir, desde modelos antiguos hasta los últimos modelos de la época en que salió el juego.
Cuenta con varias canciones clásicas de rock de los 70 como "Highway Star" y varias melodías BGM originales.
El gabinete de lujo brinda una experiencia V-Twin con sistema de movimiento y movimientos realistas. Se pueden conectar hasta 4 gabinetes y desafíar a otros jugadores a un viaje por carretera.